# روزماري ديفيز
روزماري ديفيز (بالإنجليزية: Rosemary Davies)‏ هي ممثلة أمريكية، ولدت في 15 يونيو 1903، وتوفيت في 20 سبتمبر 1963.

## وصلات خارجية
- روزماري ديفيز على موقع IMDb (الإنجليزية)